# Palacio Comunal de Siena
El Palacio Comunal de Siena (también llamado palacio público) es un edificio construido aproximadamente entre 1297 y 1310 como sede del Gobierno de los Nueve de la República de Siena. Esta función se mantiene en la actualidad, ya que es la sede de la administración municipal, además del Museo de la Ciudad (Museo Civico). Se encuentra en la Piazza del Campo de Siena, Italia, y está unido a la esbelta Torre del Mangia. En el interior conserva obras de arte de la época dorada del arte sienés, entre las que está el célebre fresco de la Alegoría del Buen y del Mal Gobierno de Ambrogio Lorenzetti, una de las representaciones profanas más significativas del siglo XIV europeo, y otras obras de Simone Martini, Duccio di Buoninsegna, Sodoma y Beccafumi.

## Historia

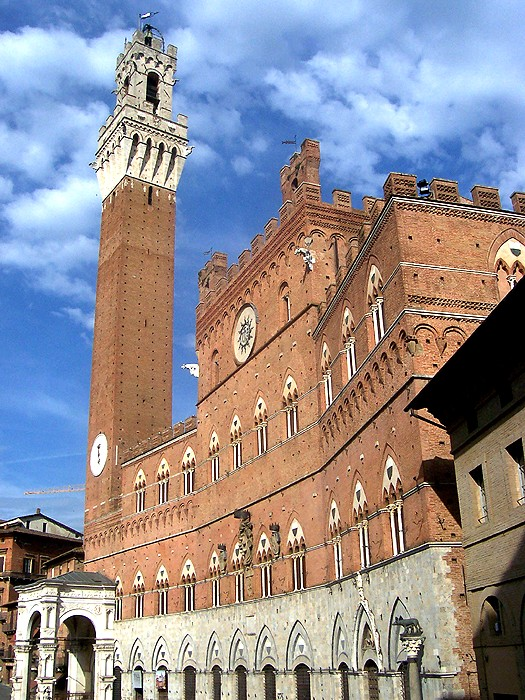
La fachada hacia la Piazza del Campo con la Torre del Mangia; en la parte inferior izquierda puede verse la Cappella di Piazza.

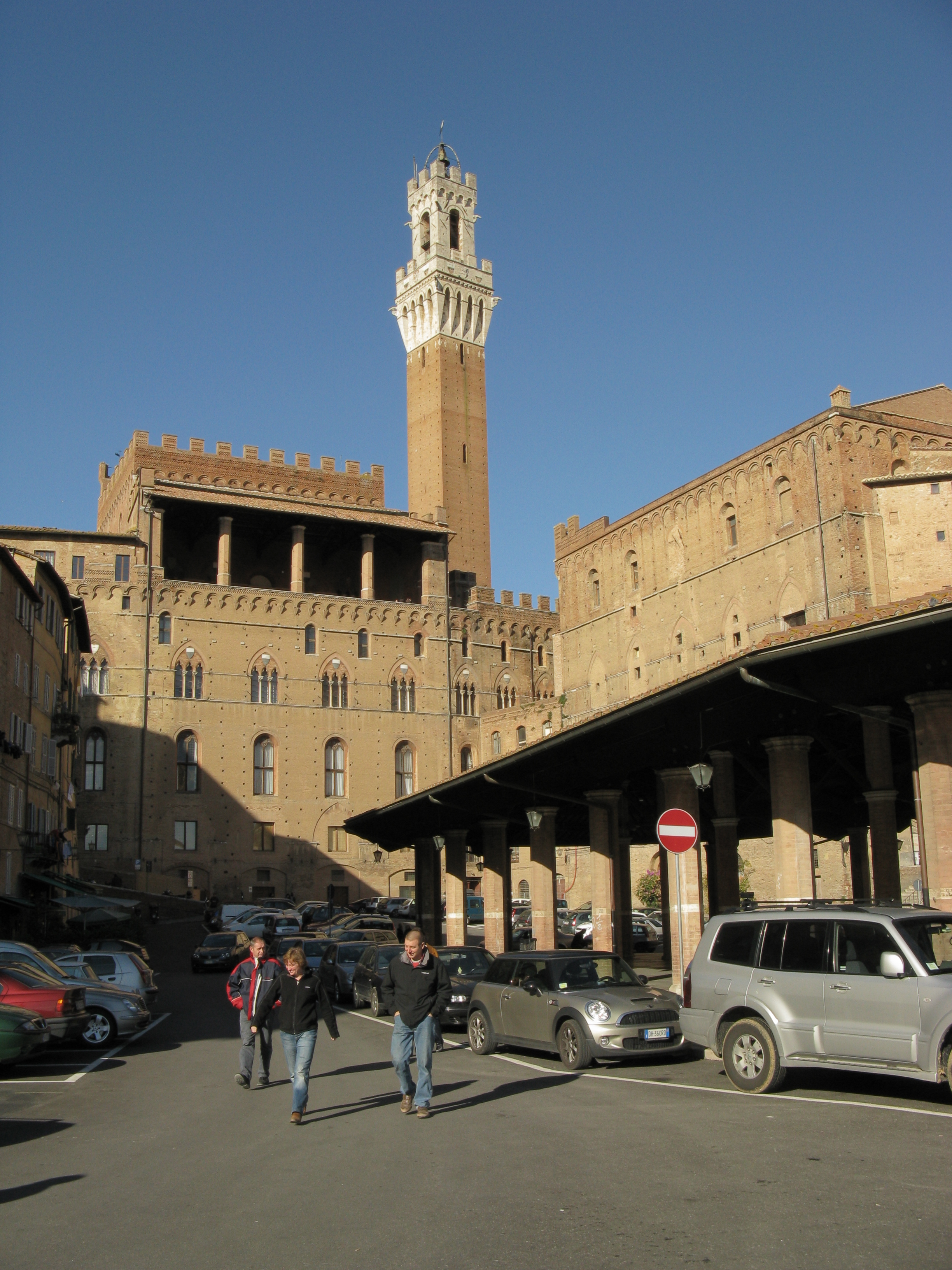
Vista posterior desde la Piazza del Mercato de Siena.

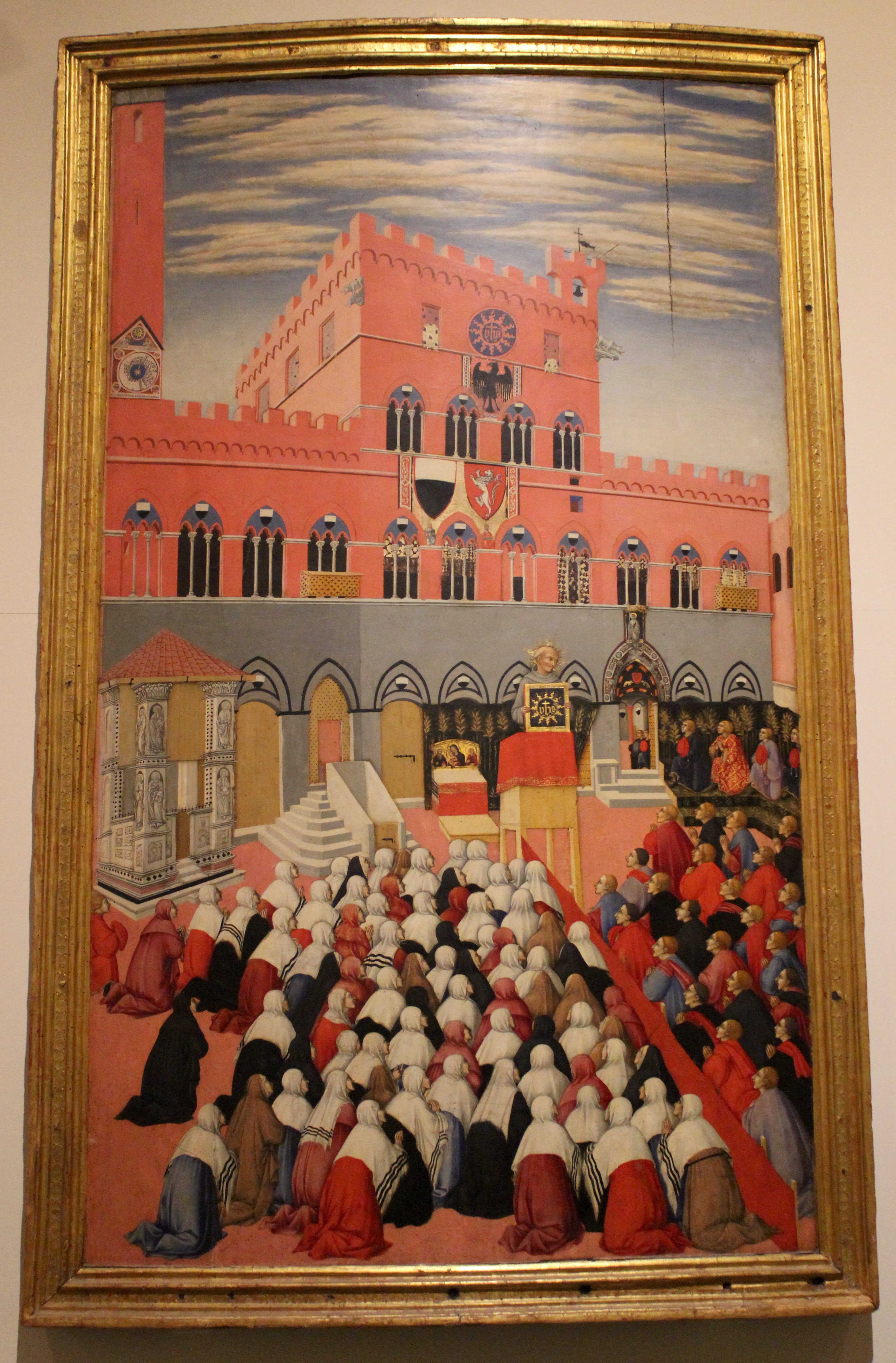
Sano di Pietro, Predicación de san Bernardino en la Piazza del Campo, mediados del siglo xv.

La historia del palacio está estrechamente relacionada con la de la Piazza del Campo. Hasta 1280, el mayor órgano político de la ciudad, el llamado Consejo de la Campana (Consiglio della Campana) —compuesto por los nobles y llamado así porque se reunía al sonido de la campana mayor colocada entonces en una torre de la familia de los Mignanelli (en el número 15 de la actual Via Banchi di Sopra— tenía su sede en la curia de la iglesia de San Cristoforo y para otras reuniones se usaban otras iglesias o palacios nobiliarios.
Desde 1280, con el Gobierno de los Quince, se empezó a pensar en una sede más neutral para el gobierno de la ciudad. En 1284 se tiene noticia de un primer núcleo del que será el futuro Palazzo Comunale, como haría suponer la instalación del podestà Ghinolfo Guidi da Romena, aunque este solo comprendía esencialmente los edificios de la aduana y de la ceca, esta última llamada el Bolgano.
Con el Gobierno de los Nueve, que alcanzó el poder en 1287, se adquirieron las casas adyacentes a estas dos construcciones y a partir de 1297 la edificación del palacio recibió un impuso definitivo. En 1310 todo el palacio debía estar terminado porque el Gobierno de los Nueve se trasladó allí en ese año. Mientras que el antiguo edificio del Bolgano estaba orientado hacia la actual Piazza del Mercato, el nuevo palacio miraba hacia la Piazza del Campo.
En 1350 estaba terminada también la logia de la segunda planta, orientada hacia la Piazza del Mercato. La única incertidumbre concierne a la realización de la tercera y última planta del cuerpo central del palacio (con las bíforas de medio punto): no se sabe si fue contemporánea a su construcción inicial (1297-1310) o si fue añadida en 1326, como afirman algunos historiadores. La torre del palacio —la llamada Torre del Mangia— fue construida entre 1325 y 1348, y su coronación en travertino fue realizada según el proyecto de Lippo Memmi.
La ampliación del lado izquierdo en dirección sur (detrás del palacio y junto a la Piazza del Mercato) data de 1327-1330, cuando se realizó la primera planta con las cárceles, a las cuales siguió el salón del Gran Consejo en las plantas superiores (1330-1342), que en el siglo xvi se convirtió en el Teatro dei Rinnovati.
La Cappella di Piazza, que sobresale respecto a la torre y la fachada del palacio, es posterior: fue hecha construir en 1352 para agradecer a la Virgen María por el fin de la peste negra que afectó a la ciudad en 1348.
Un lienzo de Sano di Pietro de mediados del siglo xv, que representa la Predicación de san Bernardino en la Piazza del Campo, permite tener una visión del palacio en esa época, al que, en comparación con la actualidad, le falta solo la última planta de las dos alas laterales y el campanario de la izquierda. Estos últimos elementos fueron añadidos en 1680 por Carlo Fontana, manteniendo el estilo original y equilibrando el volumen de los palacios que lo rodean.
El Palazzo Comunale es todavía en la actualidad la sede de la administración municipal moderna de Siena y alberga las oficinas del alcalde, algunas oficinas municipales y salas de representación. En la primera planta se encuentra el Museo Civico. En la segunda planta está la sala del consejo municipal y la logia que mira hacia el lado posterior del palacio, en dirección sur.

## Arquitectura

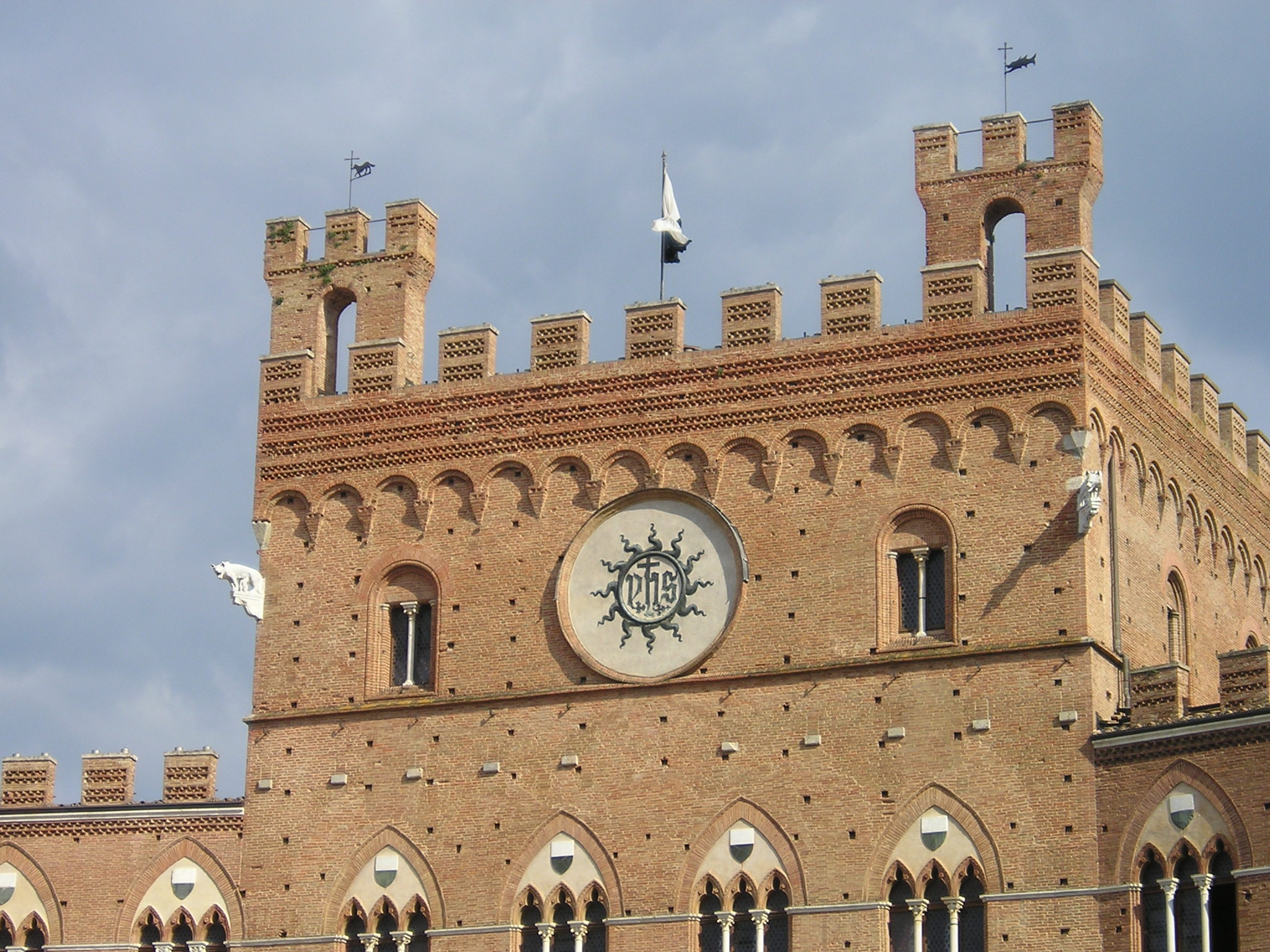
Coronación del palacio.

La fachada se compone de cuatro órdenes en el cuerpo central y tres órdenes en las dos alas laterales. En el orden inferior se abren una serie de arcos, algunos de los cuales enmarcan los portales y los otros grandes ventanales. En correspondencia con la entrada de la torre se encuentra una estructura con forma de edículo. La amplia fachada del palacio refleja las diferentes épocas de su construcción: hasta el primer orden de tríforas se usó piedra, y posteriormente ladrillo. Las ventanas, del típico estilo sienés (de procedencia oriental), se componen de tres arquitos góticos apoyados sobre columnillas, mientras que en el centro de cada arquivolta, entre los arquitos y el arco apuntado principal de cada ventana, se colocó el escudo blanco y negro de Siena.
El cuerpo central está elevado una planta respecto a las dos alas laterales. En la cima, sostenida por una cornisa de arquitos colgantes, hay una coronación almenada de tipo güelfo, es decir, con la parte superior cuadrada. Las dos celdas para campanas de la cima están vacías en la actualidad; la de la izquierda fue añadida en el siglo xviii por simetría.
En el centro de la fachada hay un gran disco con el cristograma IHS (1425), pintado por Battista di Niccolò e ideado por san Bernardino de Siena, mientras que más abajo está el escudo de los Médici, colocado tras el dominio de la signoria florentina (a partir de 1560). Junto al escudo, entre las tríforas, se encuentran otros dos escudos de mármol: uno es el de la ciudad y el otro es el león del pueblo. Los agujeros que salpican la fachada son mechinales, usados por los constructores medievales para introducir las vigas de madera horizontales de los andamios necesarios durante la obra.
En el interior, las habitaciones fueron usadas por las múltiples magistraturas que han administrado la ciudad durante el paso de los siglos. Actualmente alberga el Museo Civico y la administración municipal de Siena. En el cuerpo de la izquierda, junto a la Torre del Mangia, se encuentra el Patio del Podestà (Cortile del podestà), decorado por escudos antiguos, que hace también de entrada al palacio y a la escalinata de la torre.

### Interior del palacio

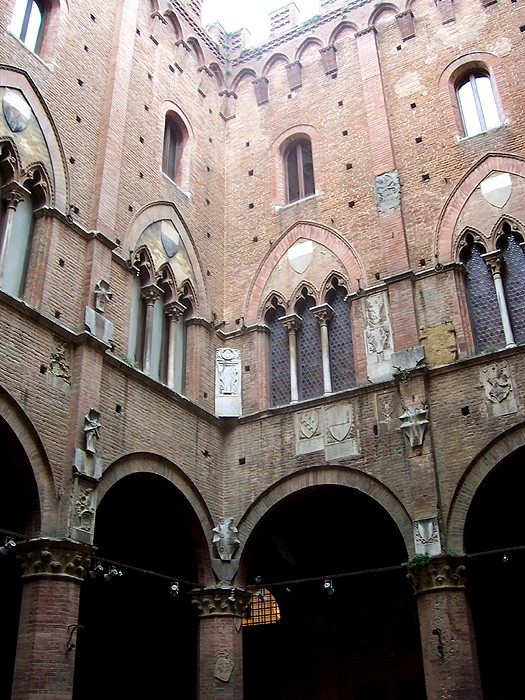
El Cortile del Podestà.

El interior del palacio ha sido objeto de decoración desde el siglo xiv, cuando todavía no estaba completada la arquitectura, momento en el que el Gobierno de los Nueve consiguió que trabajaran para decorar el edificio los mayores artistas de la época para manifestar su programa político. Este conjunto de frescos, pinturas y esculturas representa uno de los testimonios fundamentales del arte medieval, además de un excepcional documento de la sociedad civil del siglo xiv.
El portal de la derecha conduce a un atrio en el que se encuentran campanas de bronce obra de Giacomo Cozzarelli, provenientes del Palazzo del Magnifico. A través de un vestíbulo se llega a la Sala de las Lobas (Sala delle Lupe), dividida en cuatro crujías, que debe su nombre a las dos lobas de piedra del siglo xiv que hay sobre la pared de la izquierda, desgastadas por el paso del tiempo; también se encuentran aquí gárgolas atribuidas a Giovanni Pisano y la estatuilla del Moisés de Antonio Federighi. En la pared derecha de la tercera crujía está el fresco con los Santos y beatos Pietro Alessandrino, Ambrogio Sansedoni y Andrea Gallerani, de Sano di Pietro (1446).
Alrededor del vestíbulo se abren algunas estancias dedicadas actualmente a oficinas, que albergan varias obras de arte. Por ejemplo, en la segunda sala derecha se encuentra una Virgen con el Niño y san Juan de Riccio (1537) y frescos del siglo xvii en la bóveda; la tercera era la antigua sede de la oficina de finanzas de la Biccherna, decorada con el fresco de la Coronación de la Virgen con los santos sieneses Catalina y Bernardino de Sano di Pietro y Domenico di Bartolo (1445), realizado sobre una obra análoga de Lippo Vanni (1352) que fue destruida en un incendio, y con frescos del siglo xvii en la bóveda, además de un tablón con incrustaciones del siglo xv. La cuarta sala, la oficina del secretario general del actual ayuntamiento, muestra un vigoroso fresco de la Resurrección de Sodoma (1535), proveniente de la Sala de las Lobas. En el lado opuesto destacan: la primera sala, la Capilla de los Nueve (Cappella dei Nove), con frescos del ámbito de Simone Martini (Bendición de Cristo con querubines en la bóveda y Evangelistas a los lados), repintados en la segunda mitad del siglo xiv, y de Bartolo di Fredi (Beato Andrea Gallerani, San Antonio Abad y una Anunciación fragmentaria, datables en torno a 1370); la tercera sala, la del Biado, que tiene en el exterior, en lo alto a la izquierda sobre los pilares, un Águila imperial de Sodoma y en el interior una gran Virgen de la Misericordia con ángeles y santos de Vecchietta (1457).
Desde el otro portal, contiguo a la Cappella di Piazza, se accede al Cortile del Podestà, completado en 1325 y restaurado a principios del siglo xx; construido completamente en arcilla cocida, está porticado por los cuatro lados, con grandes tríforas apuntadas en la primera planta. La escalera, que conduce a la primera planta, data de una restauración de 1980. En una esquina se encuentran los restos de la Estatua del Mangia, junto a la cual se encuentra la entrada para subir a la torre.

## Museo Civico
El Museo Civico, instalado en los años treinta del siglo xx, está en la primera planta del palacio y conserva numerosas obras de arte de la escuela sienesa.

### Quadreria

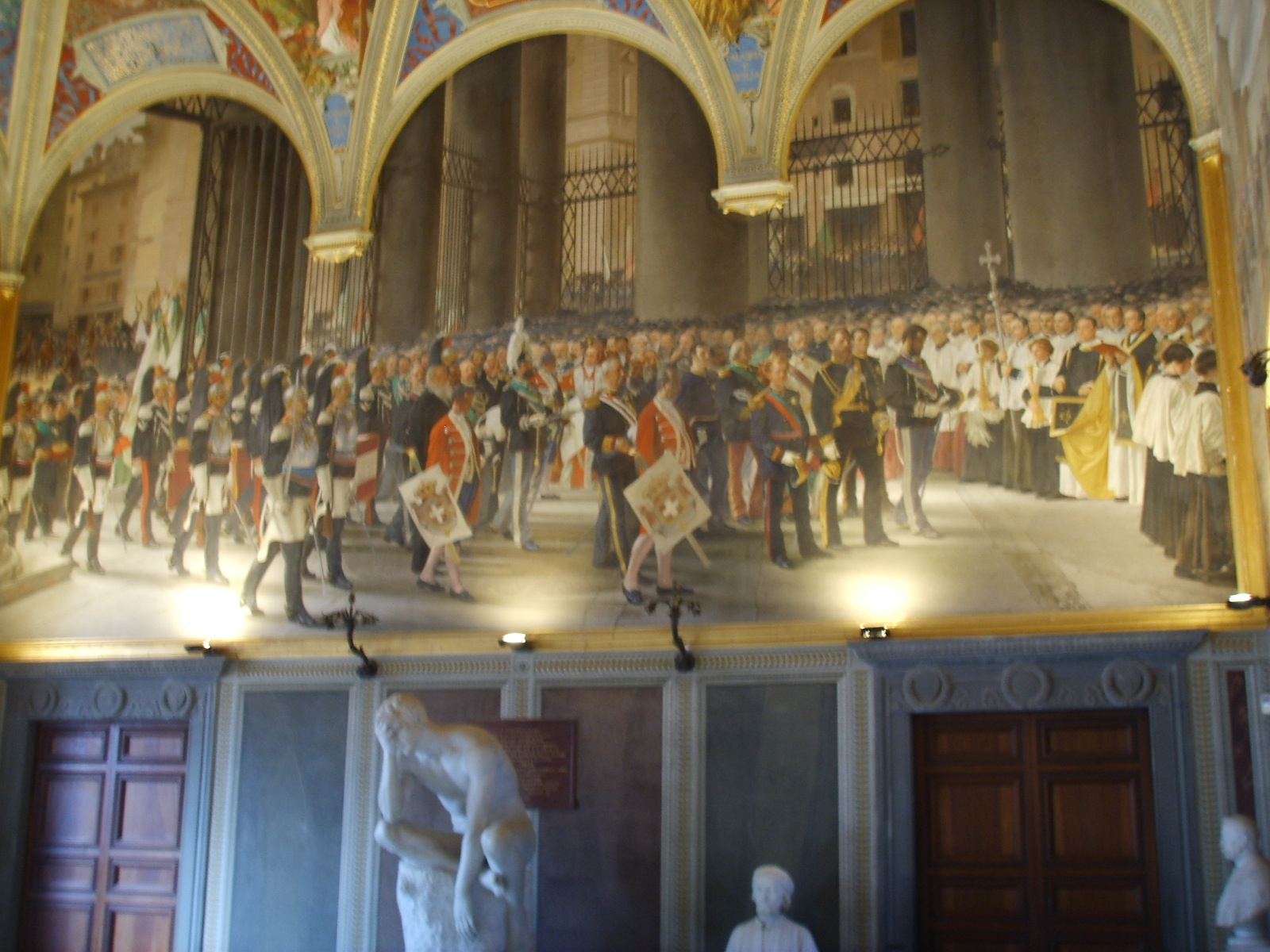
La Sala del Risorgimento.

Las primeras cuatro salas (llamadas della Quadreria) exponen obras de los siglos xvi-xviii, reorganizadas en 1985. Son obras sobre todo sienesas, provenientes de la colección Spannocchi, entre las cuales destaca la sinopia de la Virgen con el Niño y santos del Sodoma, proveniente de la Cappella di Piazza (1537-1539).

### Sala delRisorgimento
La Sala del Risorgimento expone frescos y esculturas del siglo xix. En las pinturas de tema histórico del Risorgimento trabajaron exclusivamente artistas toscanos, en su mayoría sieneses, como Pietro Aldi, Giorgio Bandini, Amos Cassioli, Alessandro Franchi, Cesare Maccari, Gaetano Marinelli y otros. Entre las esculturas destacan obras de Enea Becheroni, Giovanni Dupré, Emilio Gallori, Arnoldo Prunai, Tito Sarrocchi y otros. Desde aquí se accede a la parte más antigua y prestigiosa del palacio.

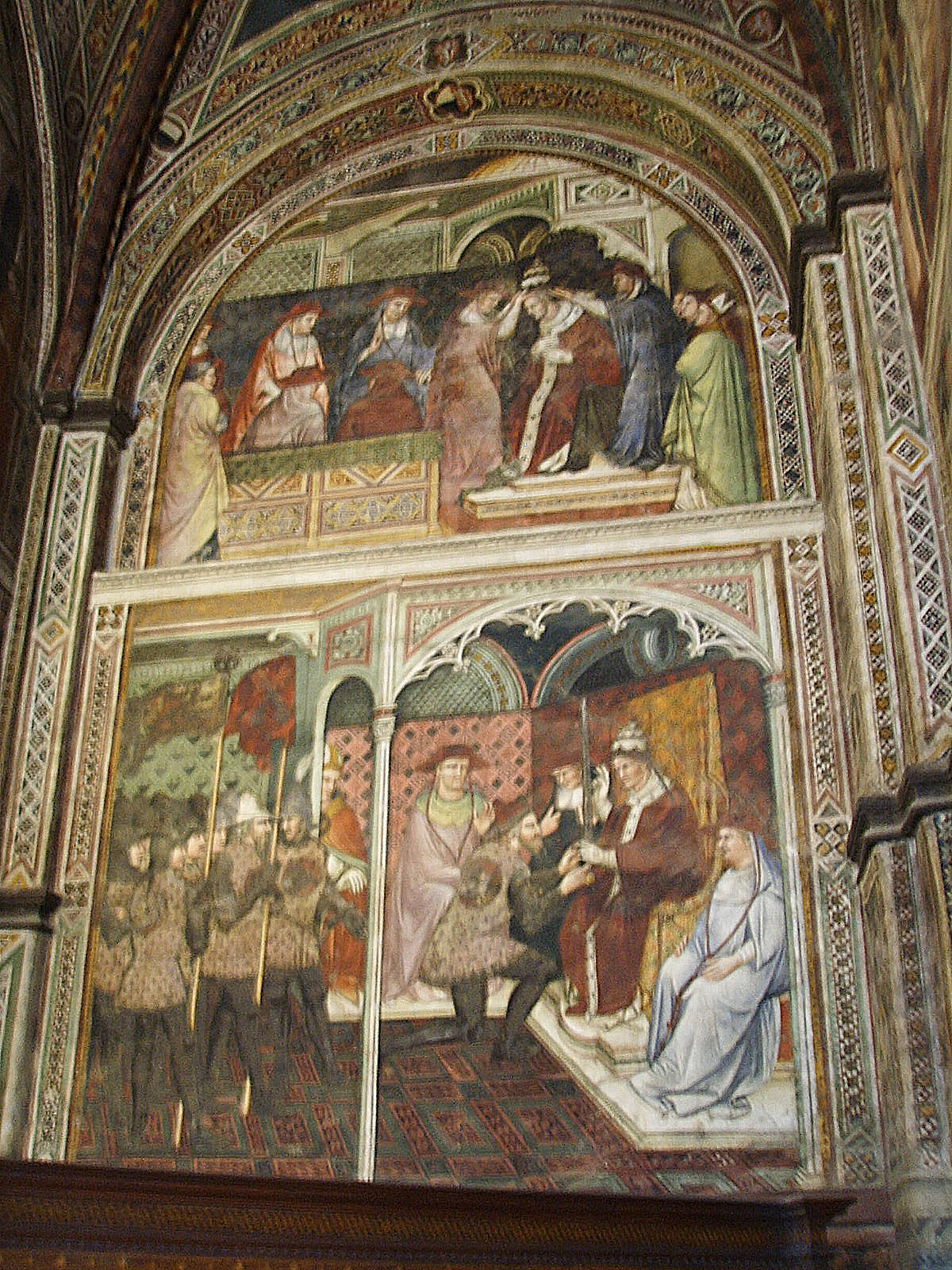
Spinello Aretino, Historias de la vida de Alejandro III.

### Sala di Balia
La primera de estas salas, llamada Sala dei Priori o Sala della Balìa, está dividida en dos secciones por un arco y completamente recubierta por frescos, en los que pueden verse Dieciséis virtudes en las bóvedas, de Martino di Bartolomeo (1408). En las paredes destaca el ciclo sobre la Vida del papa Alejandro III, papa sienés, pintado por Spinello Aretino y por su hijo Parri Spinelli (1407). La puerta de madera tallada es obra de Domenico di Niccolò, mientras que el banco de madera con tallas e incrustaciones es de Barna di Turino (1410). Desde la puerta opuesta a la entrada se accede a una escalinata que conduce a las plantas superiores.

### Sala de los Cardenales

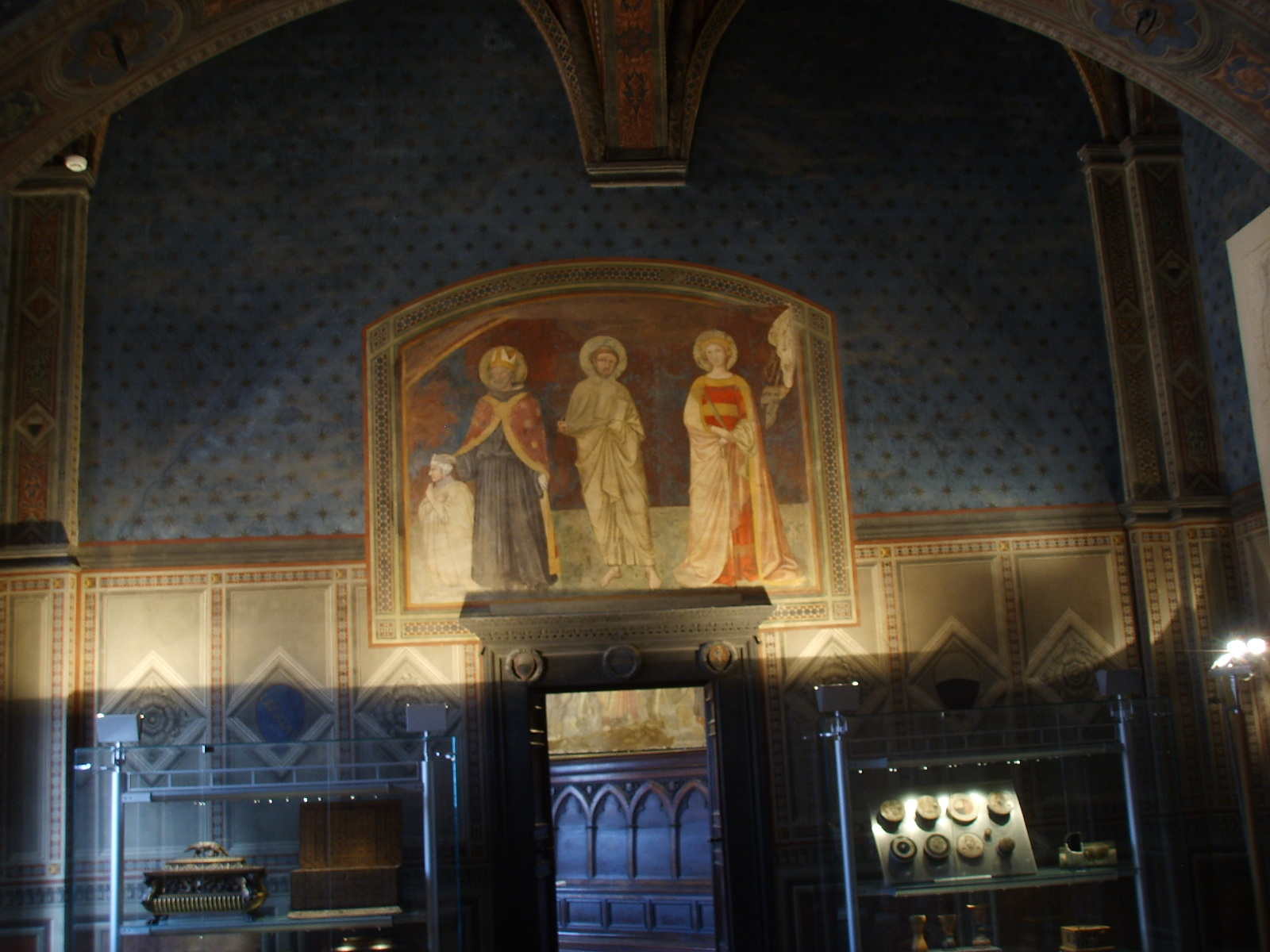
La Sala de los Cardenales.

La Sala de los Cardenales (Sala dei Cardinali), o Antesala del Consistorio (Anticamera del Concistoro), tiene las paredes decoradas con varios frescos desprendidos de los siglos xiv y xv, que provienen de las paredes exteriores o de otras estancias del palacio. Entre estos destaca, sobre la puerta de entrada, los Santos Catalina de Alejandría, Juan Evangelista y Agustín con un devoto atribuidos a Ambrogio Lorenzetti y situados antiguamente en el portal de entrada a la Sala di Balìa. Sobre las otras dos puertas se encuentran la Virgen con el Niño, santa Catalina de Alejandría y otro santo con un donante y su sinopia, de un anónimo pintor de finales del siglo xiv.
En la sala se encuentra también un San Pablo de Martino di Bartolomeo (ca. 1370), único fresco original de la sala, y, sobre un pilar, una Virgen con el Niño atribuida a Matteo di Giovanni (ca. 1470). Una vitrina en el centro expone algunos objetos de recuerdo de la antigua actividad del ayuntamiento, entre ellos cofres tallados e incrustados, urnas para votaciones y la pica del capitano del popolo.

### Sala del Consistorio

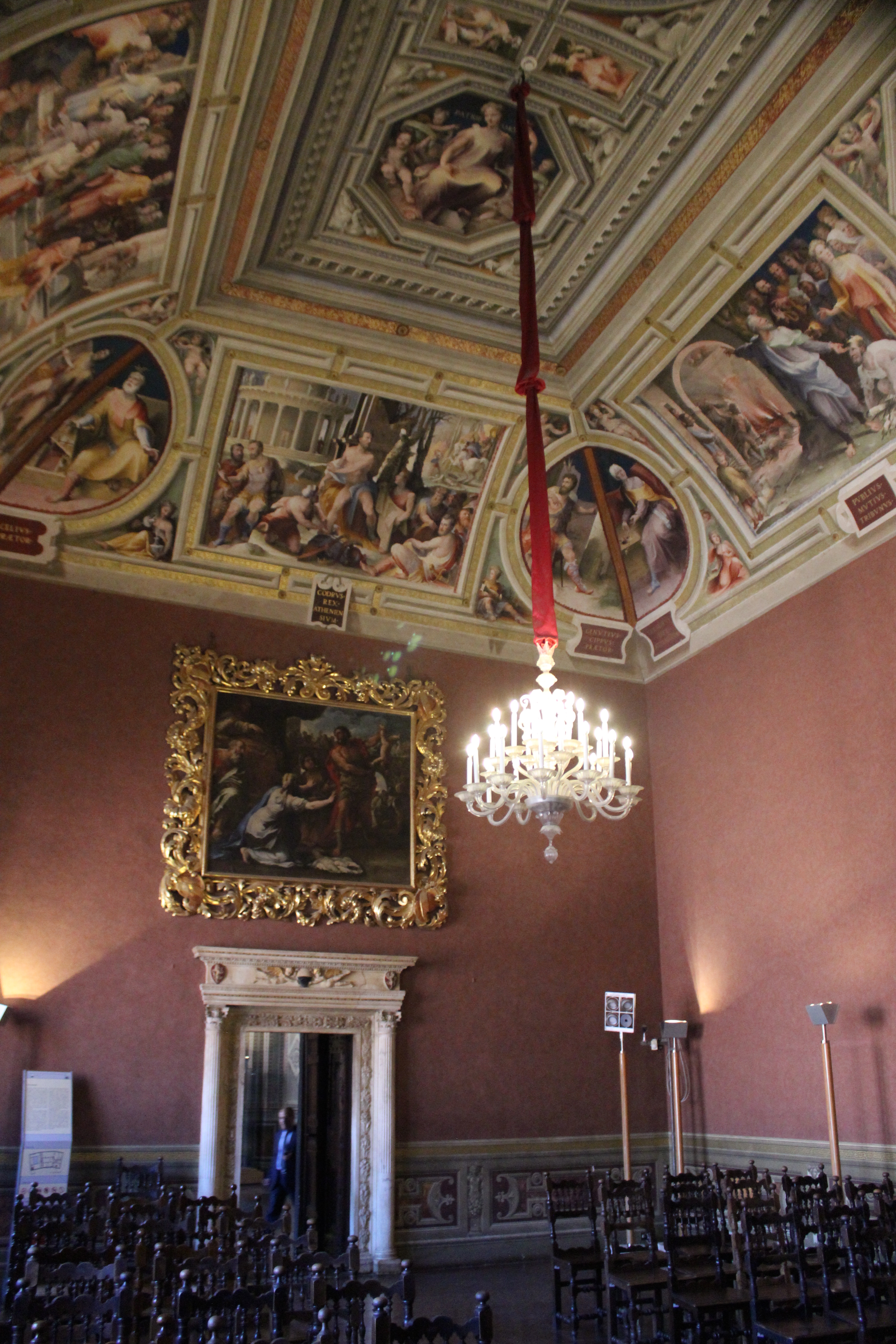
La Sala del Consistorio.

A través de un fino portal de mármol de Bernardo Rossellino (1446) se pasa a la Sala del Consistorio (Sala del Concistoro), que se convirtió en la sala utilizada para las reuniones del consistorio del Ayuntamiento de Siena, cuyo nombre tomó prestado, a partir de la segunda mitad del siglo xvii.
En las bóvedas se encuentran frescos alegóricos de Domenico Beccafumi dedicados a las Virtudes públicas y su práctica en la antigüedad (realizados con interrupciones entre 1529 y 1535). Todos los sucesos de los hombres virtuosos de la antigüedad griega y romana, extraídos en su mayor parte de Valerio Máximo, se vinculan a tres valores fundamentales representados en el centro de la bóveda: el amor patrio, la justicia y la concordia.
Los ábacos de madera del portal, con incrustaciones, son una obra del siglo xv atribuida a Domenico di Niccolò. Sobre la puerta está el Juicio de Salomón, un lienzo del siglo xvii atribuido a Luca Giordano, colocado en una cornisa monumental.

### Vestíbulo
Desde la Sala de los Cardenales se accede también al vestíbulo y a la llamada antecapilla (Anticappella), a su vez comunicadas entre sí. En el primero encontramos un fresco desprendido de la Logia de los Nueve, que representa la Virgen con el Niño de Ambrogio Lorenzetti (ca. 1340), y la Loba amamantando dos gemelos, escultura dorada de Giovanni di Turino (1429-1430) proveniente de la columna en la entrada del palacio y que tiene en la base los escudos de la ciudad, de los terzi (las tres subdivisiones históricas de Siena) y de las compañías militares de la época.

### Antecapilla y Capilla de Palacio

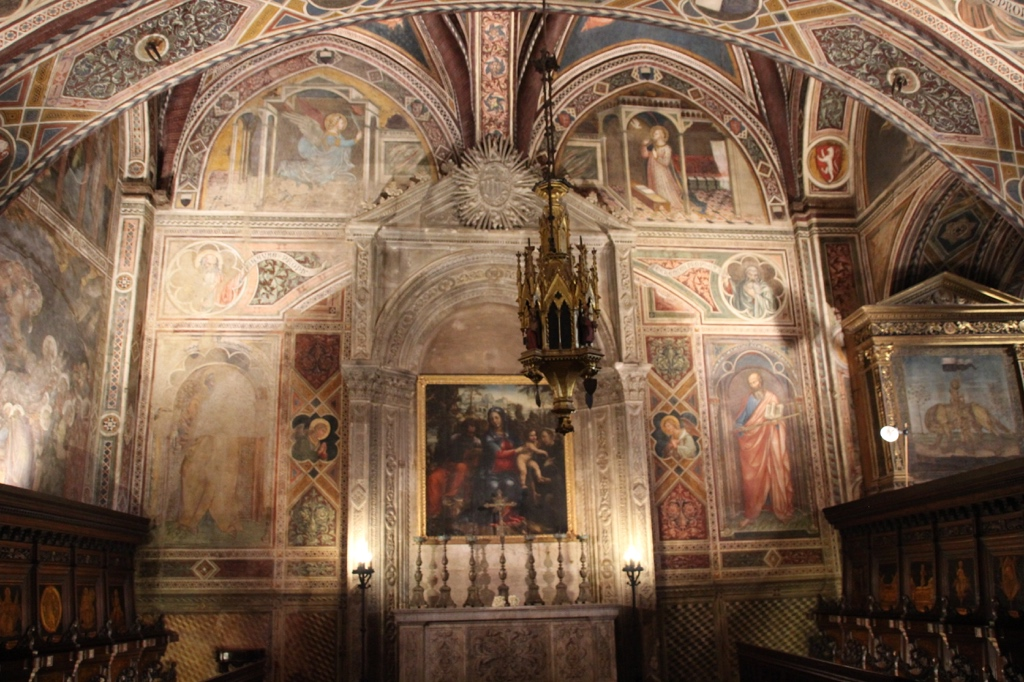
La Capilla de Palacio.

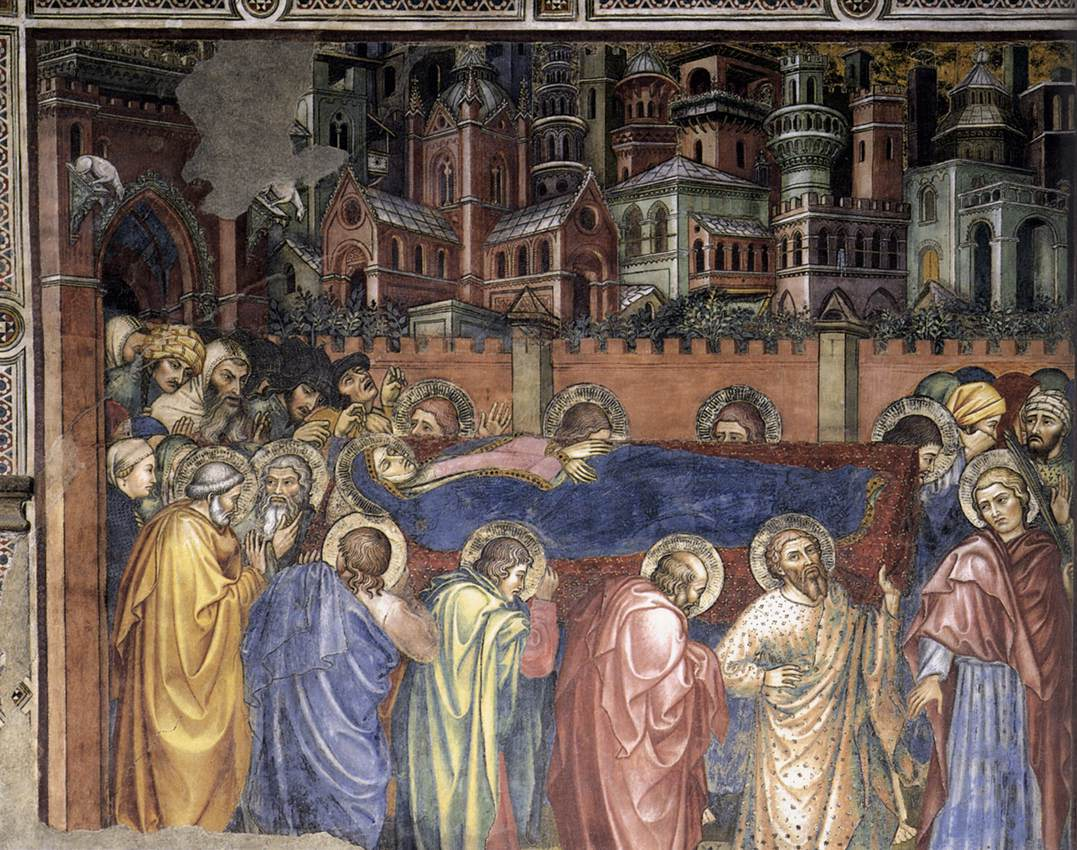
Frescos de Taddeo di Bartolo (Muerte de la Virgen) en la Capilla de Palacio.

La Antecapilla está decorada con frescos de Taddeo di Bartolo (1415 ca.), de tema mitológico y de la historia romana; en una vitrina están expuestas joyas como la Rosa de oro de Pío II, obra maestra de la joyería realizada por Simone da Firenze (1462), un portapaz datable al 1390 ca., dorado y esmaltado, y el casco del capitano del popolo, importante obra de arte del siglo xv. Desde esta estancia se accede directamente a la capilla.
Esta sala está decorada también con frescos de Taddeo, que representan escenas de la Vida de la Virgen, Santos, Evangelistas, Profetas y Virtudes (desde 1407). La barandilla de hierro forjado es una obra de 1437 de los sieneses Giacomo di Giovanni y su hijo Giovanni. La rica lámpara de madera, tallada y dorada, es de 1435. El altar fue diseñado por Marrina, y conserva la tabla de la Sagrada Familia con san Leonardo del Sodoma (1530), trasladada aquí desde la Catedral en el siglo xvii. El finísimo coro de madera, tallado y con incrustaciones, fue realizado por Domenico di Niccolò (1415-1428) y tiene veintiún estalos alrededor de las paredes.
Cerca del altar se encuentra el órgano, obra de Giovanni di Antonio llamado il Piffaro. Construido entre 1519 y 1525, tiene una caja ricamente tallada, con decoraciones de Giovanni di Pietro y Ghino d'Antonio. El instrumento, de transmisión íntegramente mecánica, tiene un único teclado de cuarenta y cuatro notas (Do2-La5 sin Do#2) y un pedalero de doce notas unido constantemente al manual. El órgano fue restaurado en 1983 por Pier Paolo Donati. Es el órgano más antiguo dotado de tremulant que se conoce.

### Sala del Mapamundi

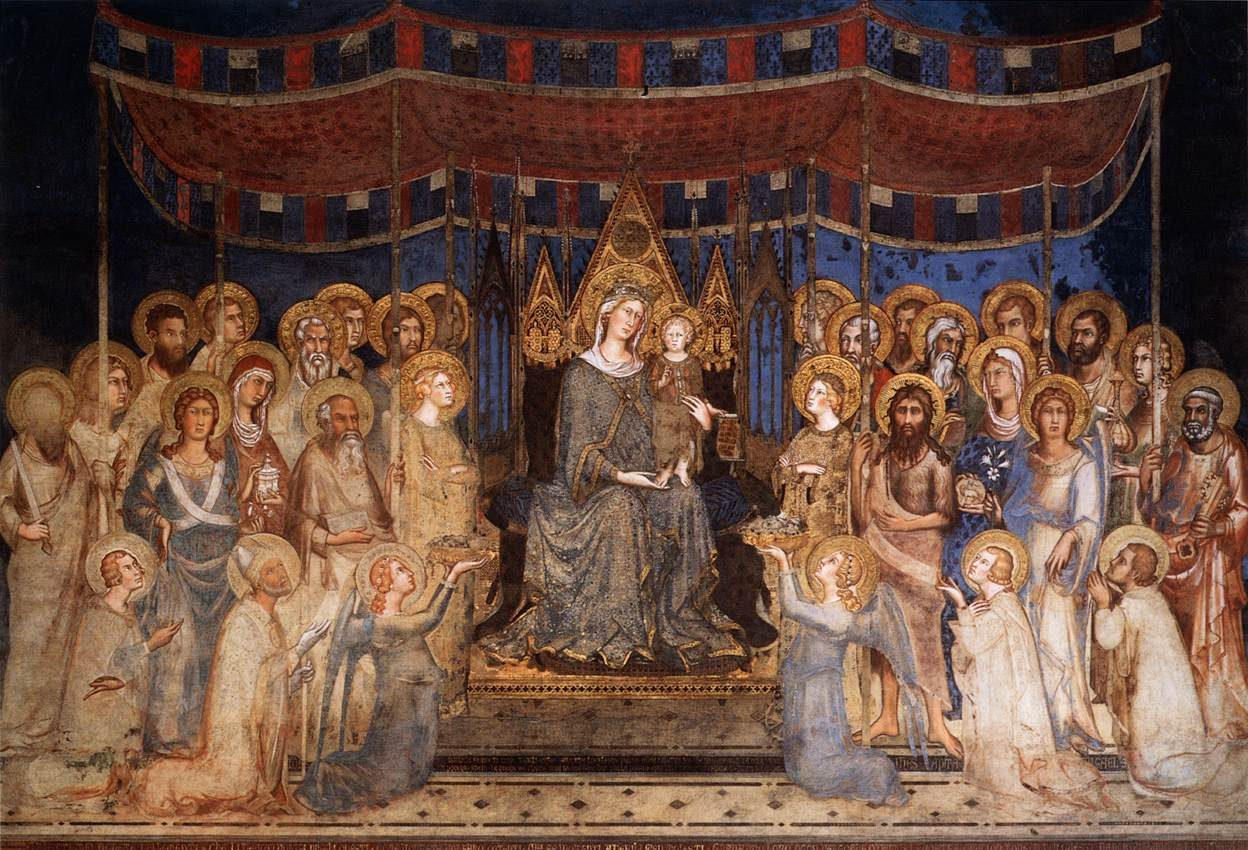
La Majestad de Simone Martini (1312-1315) en la Sala del Mapamundi.

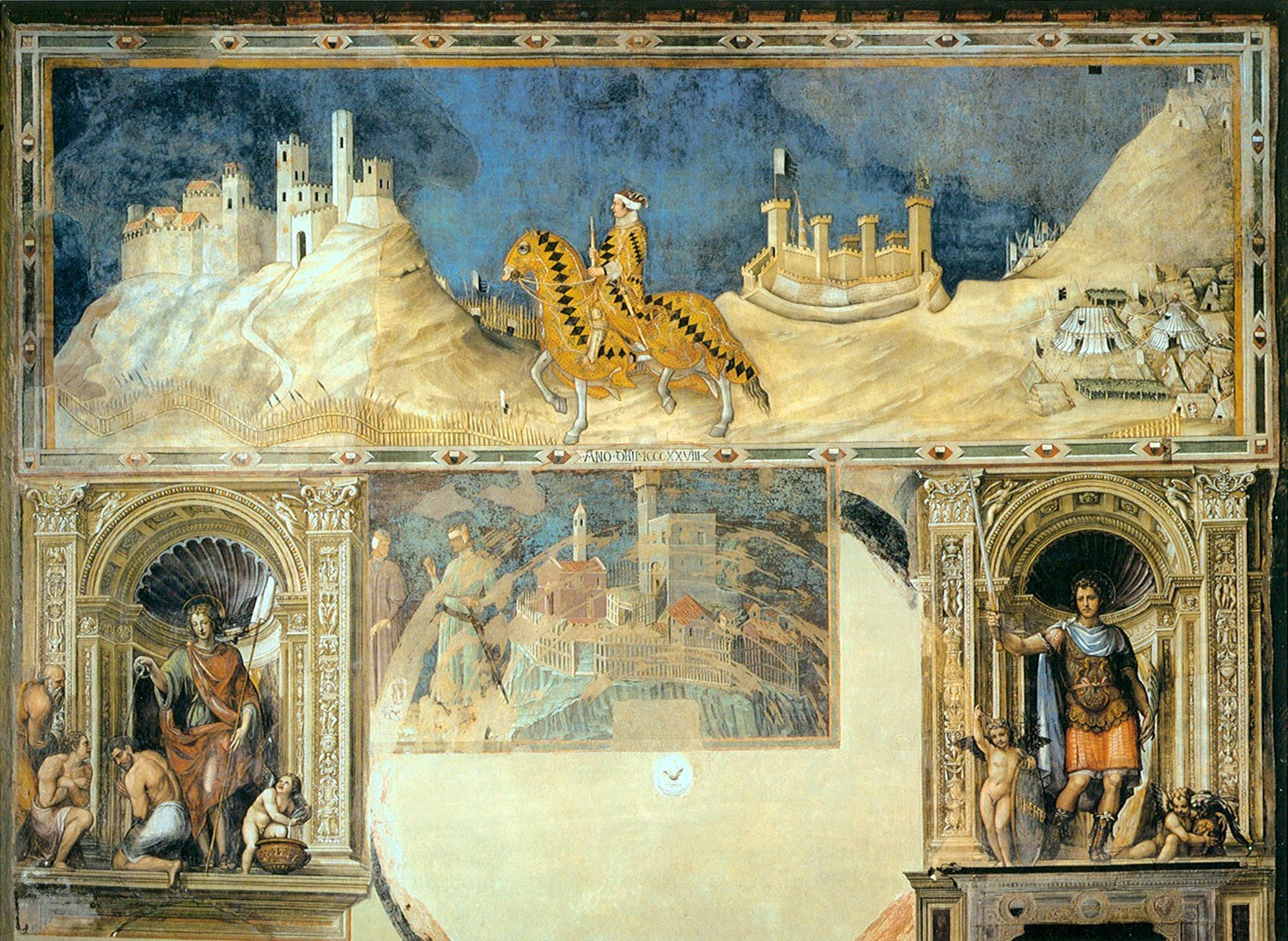
Guidoriccio da Fogliano en el asedio de Montemassi (en lo alto), bajo un fragmento atribuido a Duccio di Buoninsegna (1314) y dos santos de Sodoma (1530).

La sala más grande y famosa es la Sala del Mapamundi (Sala del Mappamondo), también llamada Sala del Consejo (Sala del Consiglio), que conserva dos grandes frescos: la Majestad de Simone Martini (1312-1315) y Guidoriccio da Fogliano en el asedio de Montemassi, atribuido tradicionalmente a Simone Martini (1330), pero que probablemente sea una copia del siglo xv de una obra perdida del maestro sienés. Bajo él se encuentra el fresco de la Toma de un castillo (quizá de Giuncarico), obra atribuida a Duccio di Buoninsegna, datada en 1314, que constituye la decoración segura más antigua del palacio.
Debajo Ambrogio Lorenzetti colocó posteriormente el mapamundi giratorio que dio nombre a la sala, ahora perdido, aunque las huellas de su mecanismo giratorio son todavía visibles en la pared.
Sobre la pared de las arcos, en lo alto, se pueden ver dos grandes frescos monocromos sobre las glorias militares de Siena: a la izquierda la Victoria de los sieneses en la batalla de Val di Chiana, de Lippo di Vanni (1363), y a la derecha la Victoria de los sieneses sobre los florentinos en el Poggio Imperiale de Poggibonsi (producida cerca de Poggibonsi el 8 de septiembre de 1479) de Giovanni di Cristofano y Francesco d'Andrea (1480). Completan la decoración de la sala una galería de los santos sieneses más venerados sobre los pilares, de derecha a izquierda: los Beatos Andrea Gallerani y Ambrogio Sansedoni, del siglo xvi, Santa Catalina de Siena del Vecchietta (1460), San Bernardino de Sano di Pietro (1450), el Beato Bernardo Tolomei, fundador de los olivetanos, del Sodoma (1533), y San Ansano y San Víctor, también del Sodoma (1530 ca.).

### Sala de los Nueve

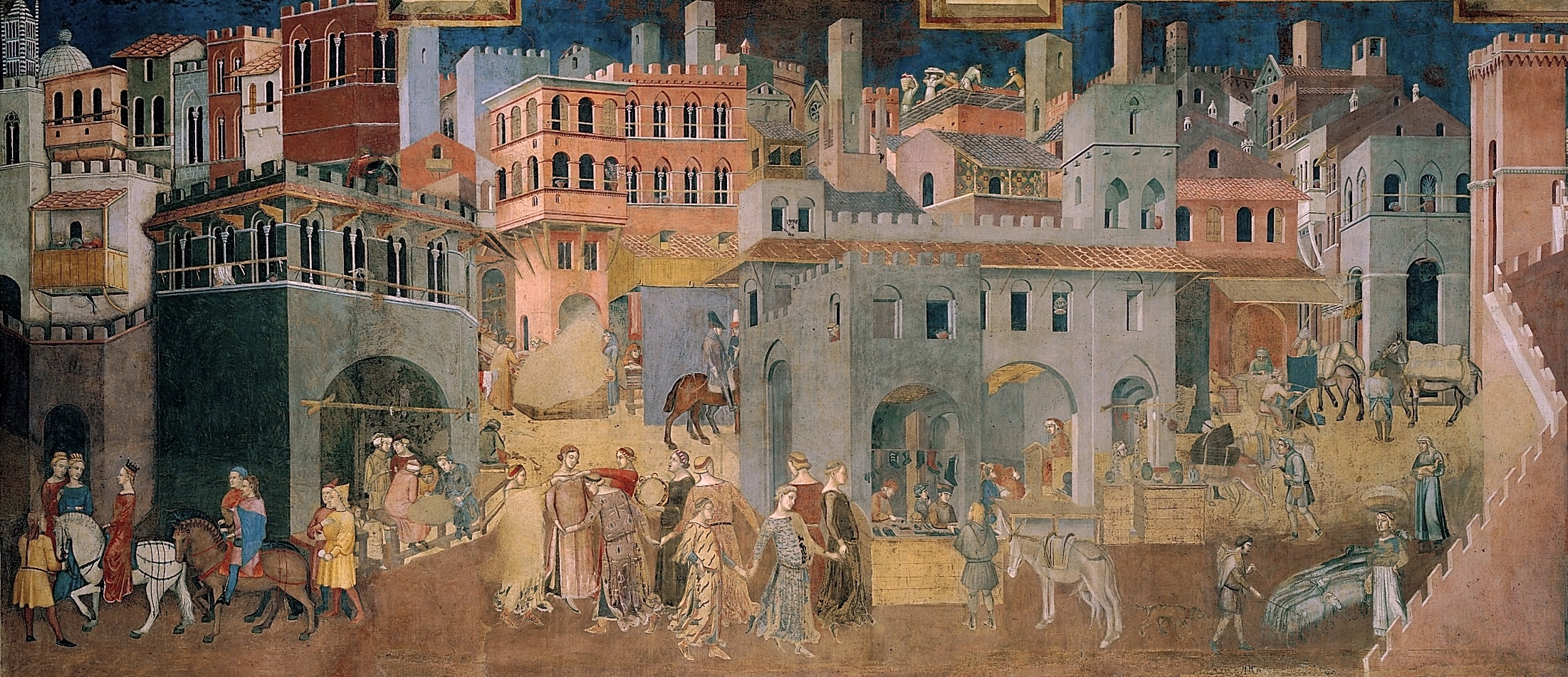
Alegoría del Buen y del Mal Gobierno.

Al lado se encuentra la Sala de los Nueve (Sala dei Nove) o Sala de la Paz (Sala della Pace), donde Ambrogio Lorenzetti dibujó los frescos con las célebres escenas de la Alegoría del Buen y del Mal Gobierno (1338-1339): aunque dañados en parte (sobre todo en la pared del Mal gobierno), representan un extraordinario ejemplo de alegoría política, además de ser el más extenso ciclo profano de la Edad Media. Esta gran composición, de gusto alegórico-literario, muestra las personificaciones de varios conceptos abstractos (con sus nombres escritos en cal) y dos paisajes que muestran los efectos sobre una ciudad y sobre el campo de los buenos y los malos gobernantes.

### Sala de los Pilares
Se accede por último a la Sala de los Pilares (Sala dei Pilastri), que expone obras de los siglos xiv y xv, en su mayoría de artistas menores: la Cruz pintada de Massarello di Gilio (1306), los Santos Esteban, María Magdalena y Antonio Abad de Martino di Bartolomeo (1306), la Predicación y milagro de san Bernardino, fragmento de predela de Neroccio di Bartolomeo (1465 ca.) y el rarísimo fragmento de vidriera con un San Miguel Arcángel atribuido a Ambrogio Lorenzetti.

### La Logia

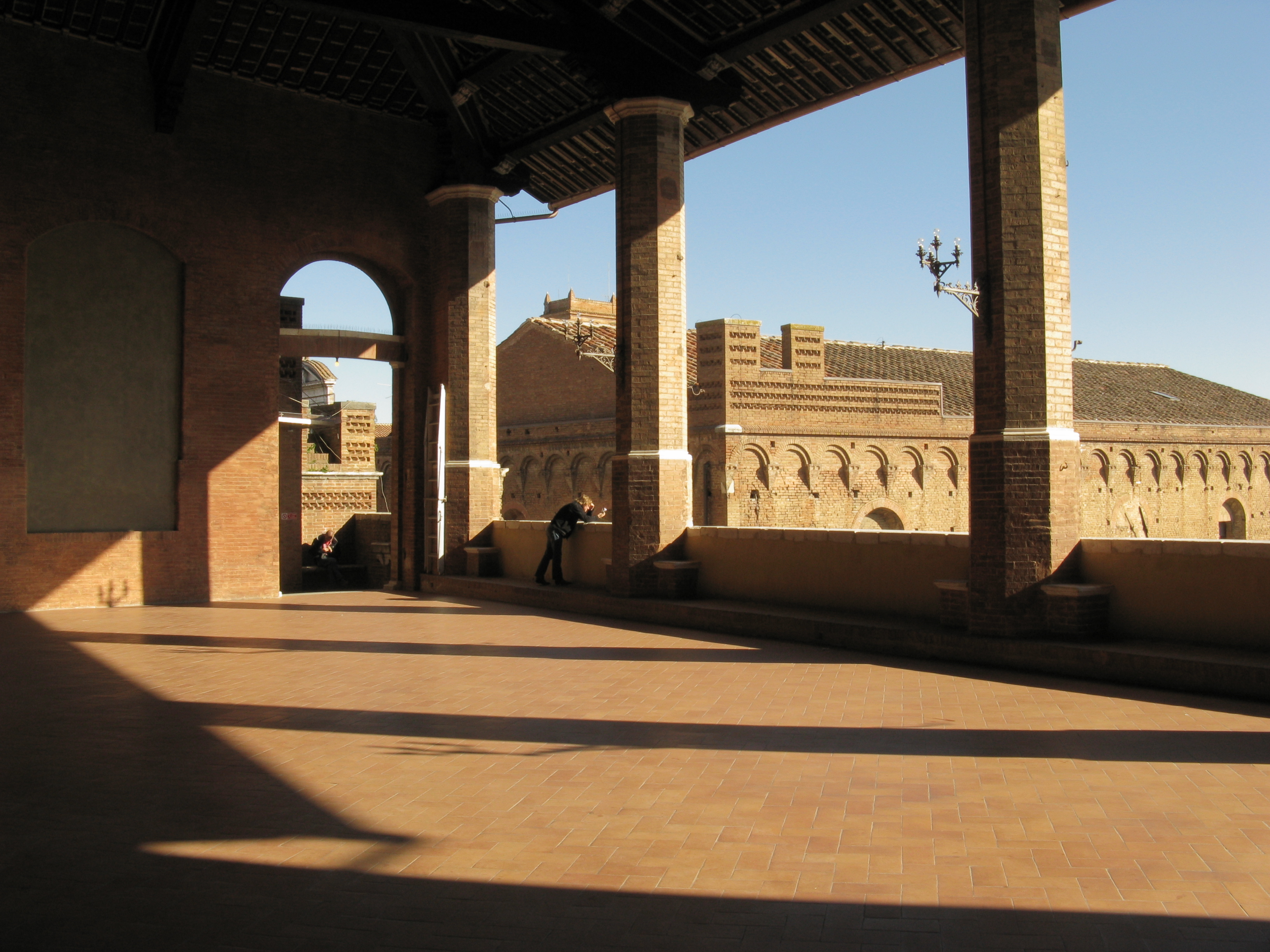
La Logia.

Desde una escalera decorada con el fresco de una Virgen de Neroccio di Bartolomeo Landi de 1481, se llega a tres salas de la segunda planta, donde antiguamente estaban expuestos los originales de la Fonte Gaia de Jacopo della Quercia, actualmente en el complejo de Santa Maria della Scala. Desde aquí se sube a la Logia, sostenida por cuatro pilares, que proporciona una extraordinaria vista de la Piazza del Mercato y de la mitad sur de la ciudad.

### Otras salas de la segunda planta
La Sala del Capitano del Popolo es actualmente el lugar donde se reúne el consejo municipal, y está decorada con dos lienzos de Amos Cassioli (Juramento de Pontida y Provenzano Salvani en el campo de Siena) y lunetas de finales del siglo xvi con Historias sienesas.
Otras salas muestran la colección de grabados (obras de Jacques Callot y Stefano Della Bella), cuadros de los siglos xvii y xviii, una galería de retratos de sieneses ilustres, mapas, documentos sobre Siena y el Palio, y por último una pequeña colección de modelos de madera y yeso. Entre las decoraciones destacan el Crucifijo al fresco de Pietro di Giovanni d'Ambrogio (1446, en la primera sala) y un techo del 1680 (segunda sala).

### Tercera planta
La última planta, situada en el cuerpo central sobre las salas del consejo y de los grabados, es llamada la Marcolina.

### Teatro dei Rinnovati
El Teatro Comunale dei Rinnovati era la antigua sala del Gran Consejo de la República, alterada y adaptada para su función actual en 1560, tras la conquista florentina. Tras dos incendios, el teatro fue reconstruido por Antonio Bibbiena en 1753. A continuación sufrió otras remodelaciones y fue restaurado en 1951. La sala tiene cuatro órdenes de palcos.